# Janet Bostwick
Pour les articles homonymes, voir Bostwick.
Janet Bostwick, née le 30 octobre 1939 à Nassau (Bahamas), est une femme politique bahaméenne. Membre du Mouvement national libre, elle entre en politique en 1977 en devenant sénatrice. Première femme parlementaire de l'histoire du pays, première femme ministre de la Justice, première femme Premier ministre par intérim, elle est ministre des Affaires étrangères entre 1994 et 2002.

## Biographie
Elle est la fille de Nick et Lois Musgrove. En 1957, elle commence à travailler comme sténographe au département de la Justice des Bahamas et en 1961 devient la secrétaire du ministre de la Justice. Entre 1967 et 1971, elle est officier administratif au département de la Justice, suivant en parallèle des cours de droit pour passer l'examen du barreau en 1971. En 1974, elle devient avocate et procureur de la couronne, délaissant la politique pour mener à partir de 1975 une carrière juridique. Entre 1980 et 1981, elle est présidente de l'Association du barreau.
En 1977, elle est nommée sénatrice. En 1982, elle est candidate pour le Mouvement national libre, devenant la première femme élue à la Chambre des députés. Pendant les deux décennies suivantes, elle est députée de la circonscription de Yamacraw, portant des lois sur la législation matrimoniale (1978), la filiation (1981), les avocats (1981), l'emploi féminin (1988) ou les agressions sexuelles et les violences domestiques (1991). Entre 1992 et 1994, elle est ministre du Logement et du Travail et entre 1994 et 1995, ministre de la Justice et de l'Immigration. Entre 1995 et 2001, elle est ministre de la Justice et simultanément ministre des Affaires étrangères et ministre des Droits des femmes (1995-2001). En 1998, alors que le Premier ministre et son adjoint se trouvent tous les deux à l'étranger, elle devient la première femme du pays à devenir Premier ministre par intérim. En 2002, elle échoue à être réélue face à Melanie Griffin. En 2011, est devient vice-gouverneure générale.
Elle a été présidente de l'association féminine du Mouvement national libre, présidente de l'International Caribbean Women for Democracy et membre du conseil d'administration de Girl's Brigade. En 2012, elle est décorée du prix du courage féminin international à Nassau.

## Vie privée
Elle est mariée depuis 1961 à John Henry Bostwick, président du Sénat entre 1992 et 2002. Ils ont ensemble quatre enfants.